# 林呉晋瑋
林呉 晋瑋（繁体字中国語: 林吳 晉瑋、ウェード式：Lin Wu Chen-Wei、仮名転写：リンウー・ジンウェイ、2002年2月4日 - ）は中華民国（台湾）のプロ野球選手（捕手）。中華職業棒球大聯盟の中信兄弟所属。右投げ左打ち。

## 経歴
台東県緑島郷生まれ。花蓮県玉里鎮出身のアミ族の父、緑島人の母を持つ。台東県緑島郷公館国民小学校在学時、父とのキャッチボールから野球に興味をもつ。4年次の夏季休暇中に卑南郷の国民小学校のチームの練習に参加し、5年次にはより高度なトレーニングをするために台東県台東市新生国民小学に転校した。
進学した台東県立新生国民中学では主に内野手としてプレー。2016 WBSC U-15ワールドカップ中華民国代表に選出される。新北市私立穀保高級家事商業職業学校進学後は投手も兼任し、2019年にはWBSC U-18ワールドカップ中華民国代表に出場、優勝する。
2020年、CPBLドラフト会議において中信兄弟から5位（全体26位）指名を受け入団する。緑島郷出身として初のCPBL選手となった。
入団後は送球能力が秀でていること、国民小学時代に経験があったことから捕手専念の選手としてプレーしている。
2021年7月15日一軍に初昇格するも、出場機会がなく2軍降格となった。
2022年5月31日、1軍初出場を果たすが1打数無安打におわる。その後は主に試合終盤の守備固めで起用され、5試合の出場で2打数を記録するも安打はなかった。
2023年にはCPBLオールスターに出場。シーズンでの成績は24試合の出場で10安打、打率.250を記録。11月の2023 アジア プロ野球チャンピオンシップチャイニーズタイペイ代表、ウインターベースボールリーグCPBL選抜チームに選出される。実戦経験の増加を図ったものであったが、期間中の手の怪我によって離脱を余儀なくされた。

## 詳細情報

### 年度別打撃成績
| 年 度     | 球 団     | 試 合 | 打 席 | 打 数 | 得 点 | 安 打 | 二 塁 打 | 三 塁 打 | 本 塁 打 | 塁 打 | 打 点 | 盗 塁 | 盗 塁 死 | 犠 打 | 犠 飛 | 四 球 | 敬 遠 | 死 球 | 三 振 | 併 殺 打 | 打 率 | 出 塁 率 | 長 打 率 | O P S |
| --------- | --------- | ----- | ----- | ----- | ----- | ----- | -------- | -------- | -------- | ----- | ----- | ----- | -------- | ----- | ----- | ----- | ----- | ----- | ----- | -------- | ----- | -------- | -------- | ----- |
| 2022      | 中信兄弟  | 5     | 2     | 2     | 0     | 0     | 0        | 0        | 0        | 0     | 0     | 0     | 0        | 0     | 0     | 0     | 0     | 0     | 1     | 0        | .000  | .000     | .000     | .000  |
| 2023      | 中信兄弟  | 24    | 41    | 40    | 5     | 10    | 4        | 1        | 0        | 16    | 4     | 0     | 0        | 0     | 0     | 1     | 0     | 0     | 15    | 1        | .250  | .268     | .400     | .668  |
| 2024      | 中信兄弟  | 36    | 81    | 67    | 6     | 14    | 1        | 1        | 0        | 17    | 3     | 3     | 2        | 2     | 0     | 12    | 0     | 0     | 14    | 0        | .209  | .329     | .254     | .583  |
| 通算：3年 | 通算：3年 | 65    | 124   | 109   | 11    | 24    | 5        | 2        | 0        | 33    | 11    | 3     | 2        | 2     | 3     | 13    | 0     | 0     | 33    | 1        | .223  | .301     | .322     | .623  |

- 2024年度シーズン終了時

### 年度別守備成績
| 年 度 | 球 団     | 捕手  | 捕手  | 捕手  | 捕手  | 捕手  | 捕手     | 一塁手 | 一塁手 | 一塁手 | 一塁手 | 一塁手 | 一塁手   |
| 年 度 | 球 団     | 試 合 | 刺 殺 | 補 殺 | 失 策 | 併 殺 | 守 備 率 | 試 合  | 刺 殺  | 補 殺  | 失 策  | 併 殺  | 守 備 率 |
| ----- | --------- | ----- | ----- | ----- | ----- | ----- | -------- | ------ | ------ | ------ | ------ | ------ | -------- |
| 2022  | 中信 兄弟 | 5     | 4     | 2     | 0     | 0     | 1.000    |        |        |        |        |        |          |
| 2023  | 中信 兄弟 | 23    | 59    | 10    | 1     | 2     | .986     |        |        |        |        |        |          |
| 2024  | 中信 兄弟 | 34    | 135   | 16    | 0     | 1     | 1.000    | 1      | 1      | 0      | 0      | 1      | 1.000    |
| 通算  | 通算      | 62    | 198   | 28    | 1     | 3     | .996     | 1      | 1      | 0      | 0      | 1      | 1.000    |

- 2024年度シーズン終了時

### 背番号
- 0（2021-）